# シュレーダー邸
リートフェルトのシュレーダー邸（オランダ語: Rietveld Schröderhuis）は、オランダのユトレヒト市内にあり、1924年に、オランダ人建築家ヘリット・リートフェルトによって設計された住宅である。デ・ステイル建築を代表する作品で、世界遺産に登録されている。

## 概要
夫を亡くしたシュレーダー夫人（トゥルース・シュレーダー・シュラーダー）と3人の子供たちのために建てられた。
モンドリアンの抽象画を建築化したかのような外観で、白・灰の面と黒・赤・黄・青の線によって構成されている。これは1917年に発表された「赤と青のいす」の造形原理を発展させたものである。
鉄筋コンクリート造では高価になるため、壁を漆喰塗りの煉瓦造とし、床と屋根は木造である。補助材としてI型鋼とコンクリート（バルコニー部分）が使われている。
1階にはスタジオ、書斎、台所、家事室、メイド室がある（リートフェルトは1932年まで1階を借りて仕事場にしていた）。2階は居間、夫人の寝室、息子の部屋、娘2人の部屋があるが、間仕切りは可動式で、移動させると1つの広い部屋として使うことができるようになっている。これは夫人のアイディアによるという。
シュレーダー夫人は1985年に亡くなるまで、この邸宅で生活を送った。現在では、建築家ベルタス・ムルダー（Bertus Mulder）によって修復が行われ、公設のミュージアムとして訪問者に開放されている。
2000年に、リートフェルトによる現代建築運動の証の1つと認められると、ユネスコの世界遺産に登録された。

## 登録基準
この世界遺産は世界遺産登録基準のうち、以下の条件を満たし、登録された（以下の基準は世界遺産センター公表の登録基準からの翻訳、引用である）。
- (1) 人類の創造的才能を表現する傑作。
- (2) ある期間を通じてまたはある文化圏において、建築、技術、記念碑的芸術、都市計画、景観デザインの発展に関し、人類の価値の重要な交流を示すもの。